# Suppo Ier de Spolète
Suppo Ier de Spolète (mort le 5 mars 824) noble d'origine franque qui exerce divers  commandements en Italie et devient duc de Spolète. Il est à l'origine de la lignée nommée par l'historiographie moderne  « Supponides ».

## Biographie
En 817 Suppo est fait comte de Brescia, Parme, Plaisance, Modène, et Bergame. De plus conjointement avec l'évêque de Brescia Rataldo, il est nommé missus dominicus pour l'Italie.
L'année suivant son action est déterminante dans la répression de la révolte de Bernard d'Italie contre son oncle Louis le Pieux. En 822 après l'abdication et la mort de  Winigise, le duc de Spolète, Suppo Ier est désigné comme son successeur par un décret impérial, il abandonne alors Brescia à son fils aîné Mauring de Spolète. Éginhard relève la mort de Suppo Ier deux ans plus tard et le bref règne de son successeur Adalard de Spolète. Suppo avait vraisemblablement contracté une union avec une épouse de la haute aristocratie Lombarde car son second fils porte le nom princier d'Adalgis.

## Sources
- (en) Cet article est partiellement ou en totalité issu de l’article de Wikipédia en anglais intitulé « Suppo I » (voir la liste des auteurs).
- (en) Wickham, Chris. Early Medieval Italy: Central Power and Local Society 400-1000. MacMillan Press: 1981.